# Лютер, Мартин (дипломат)
Ма́ртин Франц Ю́лиус Лю́тер (нем. Martin Franz Julius Luther, 16 декабря 1895, Берлин, Германия — 13 мая 1945, там же) — немецкий дипломат, член НСДАП, участник Ванзейской конференции, бригадефюрер СА (1942).

## Биография
Родился 16 декабря 1895 года в Берлине. После получения аттестата зрелости гуманистической гимназии в 1914 году ушёл добровольцем в армию. В 1918 году стал лейтенантом. Его гражданская профессия была экспортёр мебели. 1 марта 1932 года вступил в НСДАП, работал в штурмовых отрядах в Далеме. В 1933—1934 годах был руководителем Экономической консультации в Берлине, в 1936 — партийной консультации у уполномоченного НСДАП по внешнеполитическим вопросам Иоахима фон Риббентропа.
7 мая 1940 года стал начальником отдела министерства иностранных дел, который занимался пропагандой и контактами с партийными подразделениями НСДАП СС и СД. В 1941 году Лютер получил должность помощника статс-секретаря (унтер-статс-секретарь, нем. Unterstaatssekretär). В круг его обязанностей входила доставка в концлагеря евреев из стран, находящихся в зависимости от Германии. Он писал, что «после войны еврейский вопрос в Европе будет решён окончательно».
20 января 1942 года принял участие в Ванзейской конференции как представитель Эрнста фон Вайцзеккера. Позднее группа историков в книге Das Amt und die Vergangenheit. Deutsche Diplomaten im Dritten Reich und in der Bundesrepublik описала его выступления как «движущую силу преследования евреев».
В 1943 году попытался уговорить Риббентропа подать в отставку с поста министра иностранных дел. Его письмо на имя Гиммлера, в котором он писал, что министр сошёл с ума и не способен исполнять служебные обязанности, Карл Вольф лично доставил Риббентропу. 10 февраля 1943 года Лютер был арестован и впоследствии заключён в концлагерь Заксенхаузен, однако пользовался там различными привилегиями. Умер через несколько дней после освобождения советскими войсками 13 мая 1945 года от сердечного приступа. В своих воспоминаниях шеф внешней разведки нацистской Германии В. Шелленберг писал, что Лютер якобы отказался помогать советским солдатам строить мост, требуя освобождения от работ как узник концлагеря, и был застрелен ими за неподчинение приказу.

## В популярной культуре
- Упоминается в романе «Фатерланд» британского писателя Роберта Харриса[8] и поставленном по нему фильме (в роли Джон Вудвин).
- В фильме «Ванзейская конференция» (1984) роль Лютера исполнил Ханс-Вернер Буссингер[нем.].
- В фильме «Заговор» (2001) Лютера сыграл Кевин Макнелли.